# Luís Miguel da Costa Lobo
Luís Miguel da Costa Lobo (Guimarães, 9 de octubre de 1979), conocido como Luís Miguel, es un exfutbolista portugués.

## Trayectoria
Luís Miguel pasó su carrera en Portugal jugando para equipos modestos: Pevidém, A.D. Ovarense, F.C. Madalena, Moreirense F.C. y Gondomar Sport Clube; en su país, nunca jugó en algo más alto que tercera división.
También jugó en España con el CF Extremadura, y en Chipre con el (APOP Kinyras Peyias FC, Enosis Neon Paralimni).